# Danh sách di sản thế giới tại Ý
Tổ chức Giáo dục, Khoa học và Văn hóa Liên Hợp Quốc (UNESCO) xác định Di sản thế giới là những nơi có giá trị quan trọng về văn hóa và thiên nhiên được mô tả theo Công ước Di sản thế giới của UNESCO năm 1972. Di sản văn hóa bao gồm các di tích (như công trình kiến trúc, tác phẩm điêu khắc lớn hoặc chữ khắc), nhóm công trình và địa điểm (bao gồm các địa điểm khảo cổ). Các đặc điểm thiên nhiên (bao gồm các thành hệ vật lý và sinh học), các thành hệ địa chất và sinh lý học (bao gồm môi trường sống của các loài động thực vật bị đe dọa) và các địa điểm thiên nhiên quan trọng xét theo quan điểm khoa học, bảo tồn hoặc vẻ đẹp tự nhiên được định nghĩa là di sản thiên nhiên. Ý phê chuẩn công ước ngày 23 tháng 6 năm 1978.
Tính đến  năm 2024, Ý có 60 di sản, trở thành quốc gia có nhiều Di sản Thế giới nhất, xếp trên Trung Quốc (59). Di sản đầu tiên của Ý, Các hình khắc trên đá ở Valcamonica được công nhận tại Phiên họp thứ 3 của Ủy ban Di sản Thế giới, tổ chức tại Cairo và Luxor vào năm 1979. Ý có thêm 25 di sản được công nhận vào những năm 1990, bao gồm 10 di sản được thêm vào danh sách tại phiên họp thứ 21 tổ chức tại Napoli năm 1997. Ý từng là thành viên của Ủy ban Di sản Thế giới năm nhiệm kỳ, 1978–1985, 1987–1993, 1993–1999, 1999–2001 và 2021–2025.
Trong số 60 di sản của Ý, có 54 di sản văn hóa và 6 di sản thiên nhiên, 7 di sản xuyên quốc gia. Trung tâm Lịch sử của Roma chung với Vatican; Monte San Giorgio và Tuyến đường sắt Rhaetian với Thụy Sĩ; Công trình phòng thủ Venezia với Croatia và Montenegro; Nhà sàn thời tiền sử xung quanh dãy núi Anpơ với 5 quốc gia khác; Các thị trấn Spa lớn của châu Âu với 6 quốc gia khác; và Các khu rừng sồi nguyên sinh trên dãy Carpath và các khu vực khác của châu Âu được chia sẻ với 17 quốc gia khác. Ngoài ra, Ý còn có 32 địa điểm trong danh sách dự kiến.

## Danh sách
UNESCO công nhận di sản theo mười tiêu chí; mỗi mục phải đáp ứng ít nhất một trong các tiêu chí. Tiêu chí i đến vi là văn hóa, vii đến x là thiên nhiên.
| Di sản | Hình ảnh                                                             | Vị trí (tỉnh)                                                      | Năm công nhận | Dữ liệu của UNESCO                   | Mô tả |
| --- | -------------------------------------------------------------------- | ------------------------------------------------------------------ | ------------- | ------------------------------------ | --- |
| Các hình khắc trên đá ở Valcamonica                                                                                    | Hình khắc một con vật trên đá                                        | Brescia                                                            | 1979          | 94; iii, vi (văn hóa)                | Valcamonica là nơi sở hữu một trong những bộ sưu tập bản khắc petroglyph lớn nhất trên thế giới. Hơn 140.000 tác phẩm chạm khắc trong thung lũng có niên đại 8.000 năm từ Thời kỳ đồ đá mới đến Thời Trung cổ. Chúng mô tả cảnh trồng trọt, đi biển, chiến tranh và ma thuật. |
| Trung tâm Lịch sử Roma, Tài sản của Tòa Thánh hưởng Quyền lợi ngoài lãnh thổ và San Paolo Fuori le Mura*               | Đấu trường La Mã                                                     | Thành phố đô thị Roma Thủ đô                                       | 1980          | 91ter; i, ii, iii, iv, vi (văn hóa)  | Thành phố Roma là trung tâm của Đế quốc La Mã, và sau đó là của thế giới Cơ đốc giáo. Đây là nơi có nhiều di tích lớn từ thời cổ đại, gồm Đấu trường La Mã (trong hình), Đền Pantheon và Công trường La Mã, các kiến trúc từ thời thời kỳ Phục Hưng và Baroque. Được công nhận với tên gọi ban đầu là "Trung tâm Lịch sử Roma", di sản được mở rộng vào năm 1990 và đổi thành tên như hiện tại. Ranh giới cũng được sửa đổi vào năm 2015. Di sản chia sẻ chung với Tòa Thánh. |
| Nhà thờ và Tu viện Santa Maria delle Grazie với "Bữa ăn tối cuối cùng" của Leonardo da Vinci                           | Nhà thờ xây bằng gạch đỏ                                             | Thành phố đô thị Milano                                            | 1980          | 93; i, ii (văn hóa)                  | Khu phức hợp Tu viện Đa Minh tại Milano được xây dựng vào nửa sau thế kỷ 15; từng được trùng tu bởi Bramante. Bức tường hướng bắc của tu viện hiện đang lưu giữ bức tranh tường Bữa ăn tối cuối cùng của Leonardo da Vinci, một kiệt tác nghệ thuật trong giai đoạn Thượng Phục Hưng. |
| Trung tâm lịch sử Firenze                                                                                              | Sông Arno và Trung tâm lịch sử Florence                              | Thành phố đô thị Firenze                                           | 1982          | 174ter; i, ii, iii, iv, vi (văn hóa) | Thành phố Firenze là biểu tượng của Phục Hưng cũng như là trung tâm quan trọng của Chủ nghĩa nhân văn Phục Hưng. Khu vực gây ảnh hưởng sâu sắc đến kiến trúc và nghệ thuật của Ý và châu Âu, gắn liền với tên tuổi của các nghệ sĩ như Giotto, Brunelleschi, Botticelli và Michelangelo. Các di tích nổi bật của thành phố có thể kể đến như Nhà thờ chính tòa Firenze, Vương cung thánh đường Santa Croce, Uffizi và Palazzo Pitti. Ranh giới của địa điểm có những sửa đổi nhỏ vào năm 2015 và 2021. Trong hình là Piazza della Signoria.                                                   |
| Thành phố Venezia và Phá Venezia                                                                                       | Tàu thuyền đang đỗ trên một con kênh ở Venezia                       | Thành phố đô thị Venezia                                           | 1987          | 394; i, ii, iii, iv, v, vi (văn hóa) | Thành phố Venezia được thành lập vào thế kỷ thứ 5 và phát triển thành một cường quốc hàng hải lớn, Cộng hòa Venezia vào thế kỷ thứ 10. Thành phố được xây dựng trên hơn 100 hòn đảo trong đầm phá cùng các di tích như Vương cung thánh đường Thánh Máccô, Dinh tổng trấn, nhiều nhà thờ và cầu cống. Ngay cả khi quyền lực chính trị bị suy giảm, Venezia vẫn giữ được ảnh hưởng trong lĩnh vực nghệ thuật với các họa sĩ tiêu biểu: Bellini, Giorgione, Titian, Tintoretto, Veronese và Tiepolo. Venezia cũng gắn liền với tên tuổi nhà thám hiểm thế kỷ 13 Marco Polo.                     |
| Piazza del Duomo, Pisa                                                                                                 | Nhà thờ trắng, tháp nghiêng và nhà rửa tội hình tròn                 | Pisa                                                               | 1987          | 395bis; i, ii, iv, vi (văn hóa)      | Piazza dei Miracoli là một trong những quần thể kiến trúc Trung cổ đẹp nhất thế giới bao gồm bốn kiệt tác được xây dựng từ thế kỷ 11 đến thế kỷ 14: nhà thờ, nhà rửa tội, nghĩa trang và tháp nghiêng. Phong cách La Mã Pisa của quần thể kiến trúc gây ảnh hưởng đến các thành phố khác thuộc vùng Toscana. Khu phức hợp cũng gắn liền với Galileo Galilei, người đã tiến hành các thí nghiệm của ông tại đây. Ranh giới địa điểm có sửa đổi nhỏ vào năm 2007. |
| Trung tâm Lịch sử San Gimignano                                                                                        | Một thị trấn nhỏ với nhiều tòa tháp đá cao                           | Siena                                                              | 1990          | 550; i, iii, iv (văn hóa)            | Thị trấn San Gimignano là điểm dừng chân quan trọng đối với những người hành hương trên con đường Via Francigena Trung Cổ. Thành phố gần như vẫn giữ nguyên nét đặc trưng thời Trung Cổ với đặc điểm nổi bật nhất là những tòa tháp cao, được xây dựng từ thế kỷ 11 đến thế kỷ 13 bởi các gia đình quý tộc, thương nhân thuộc tầng lớp trung lưu và thượng lưu. Mười bốn tòa tháp trong số này vẫn còn tồn tại cho đến ngày nay. Các nhà thờ và cung điện của thị trấn là nơi lưu giữ những kiệt tác nghệ thuật từ thế kỷ 14 và 15.                                                           |
| Sassi và Công viên Nhà thờ Hang đá của Matera                                                                          | Các kiến trúc được xây dựng trong núi đá                             | Matera                                                             | 1993          | 670; iii, iv, v (văn hóa)            | Di sản bao gồm hai quận của Matera, với những ngôi nhà hang động có dấu vết cư trú từ Thời đại đồ đá cũ. Cư dân sinh sống trong các hang động tự nhiên ở cao nguyên karst Murge trước khi chạm khắc và xây dựng các công trình kiến trúc phức tạp hơn, như nhà thờ và các tu viện. Nhà thờ chính tòa Matera La Mã có niên đại từ thế kỷ 13. |
| Các biệt thự do Palladio thiết kế ở Veneto                                                                             | Một dinh thự                                                         | Padova, Rovigo, Treviso, Thành phố đô thị Venezia, Verona, Vicenza | 1994          | 712; i, ii (văn hóa)                 | Vào thế kỷ 16, dưới thời Cộng hòa Venezia, một số biệt thự đã được xây dựng tại thành phố Vicenza và vùng xung quanh Veneto bởi kiến trúc sư Andrea Palladio (1508–80). Các thiết kế của ông có ảnh hưởng sâu sắc đến lĩnh vực kiến trúc và truyền cảm hứng cho phong cách kiến trúc Palladio. Được công nhận vào năm 1994 với tên gọi ban đầu "Vicenza, Thành phố của Palladio", địa điểm này được mở rộng vào năm 1996 bao gồm một số biệt thự trong khu vực. Trong hình là Biệt thự Chiericati.                                                                                            |
| Trung tâm Lịch sử Siena                                                                                                | Quảng trường trung tâm Siena với nhà thờ chính tòa phong cách Gothic | Siena                                                              | 1995          | 717; i, ii, iv (văn hóa)             | Nét kiến trúc Gothic Trung Cổ của thành phố Siena đã xuất hiện từ thế kỷ 12 cho đến thế kỷ 15. Thành phố được xây dựng xung quanh Piazza del Campo. Nhiều danh họa chủ chốt của nền mỹ thuật Phục Hưng đã sinh ra và làm việc tại Siena, gồm những cái tên nổi bật như Duccio, Ambrogio Lorenzetti và Simone Martini. Trong hình là Nhà thờ chính tòa Siena. |
| Trung tâm Lịch sử Napoli                                                                                               | Một lâu đài đá lớn                                                   | Thành phố đô thị Napoli                                            | 1995          | 726bis; ii, iv (văn hóa)             | Thành phố Napoli được thực dân Hy Lạp thành lập vào năm 470 TCN, là một trong những thành phố quan trọng nhất của Magna Graecia thuộc Cộng hòa La Mã, thủ đô của Vương quốc Napoli dưới sự trị vì của nhiều hoàng tộc. Thành phố là cái nôi tiên phong của nền nghệ thuật và kiến trúc châu Âu. Một số di tích quan trọng bao gồm Nhà thờ Santa Chiara từ thế kỷ 14, Lâu đài Mới (Castel Nuovo) từ thế kỷ 13 (hình) và Cung điện Hoàng gia từ thế kỷ 17. Ranh giới địa điểm có sửa đổi nhỏ vào năm 2011.                                                                                      |
| Crespi d'Adda | Một dãy nhà xưởng song song nối liền nhau                            | Bergamo                                                            | 1995          | 730; iv, v (văn hóa)                 | Crespi d'Adda là một thị trấn công ty được giữ gìn gần như nguyên vẹn dáng vẻ ban đầu, xây dựng vào thế kỷ 19 và 20 cho công nhân của nhà sản xuất dệt may Cristoforo Crespi. Thị trấn bao gồm các tòa nhà chung cư và các công trình dịch vụ công cộng phổ biến như phòng khám, trường học, nhà hát và trung tâm thể thao. Một số công trình vẫn đang được sử dụng. |
| Ferrara, thành phố của Phục Hưng, và châu thổ Sông Po                                                                  | Một lâu đài làm bằng gạch đỏ                                         | Ferrara                                                            | 1995          | 733bis; ii, iii, iv, v, vi (văn hóa) | Ferrara, trụ sở của Nhà Este, là một trung tâm trí tuệ và nghệ thuật trong thời kì Phục hưng Ý của thế kỷ 15 và 16. Các biệt thự và cung điện nơi đây thu hút các nghệ sĩ trang hoàng (trong hình là Lâu đài Estense), khiến chúng trở thành trường phái kiến trúc có ảnh hưởng tại nước Ý và châu Âu. Được công nhận với tên gọi ban đầu là "Ferrara, thành phố của Phục Hưng", địa điểm được mở rộng vào năm 1999, sáp nhập thêm cảnh quan văn hóa châu thổ sông Po. |
| Castel del Monte | Lâu đài bát giác với một tháp ở mỗi góc trên tổng số tám góc.        | Barletta-Andria-Trani                                              | 1996          | 398rev; i, ii, iii (văn hóa)         | Lâu đài hình bát giác được xây dựng bởi Hoàng đế Frederich II vào thế kỷ 13. Lâu đài là sự pha trộn giữa kiến trúc Gothic Xitô Bắc Âu, kiến trúc Hồi giáo và mang chút yếu tố Cổ đại Hy-La, tạo nên một thiết kế cân đối, hoàn hảo. |
| Trulli của Alberobello                                                                                                 | Những ngôi nhà nhỏ màu trắng có mái hình nón                         | Bari                                                               | 1996          | 787; iii, iv, v (văn hóa)            | Trulli là những nhà lều làm từ đá vôi truyền thống đặc trưng vùng Apulia. Chúng được xây dựng ít nhất là từ giữa thế kỷ 14 bằng kỹ thuật vách thạch cao thời tiền sử, thường có mái dạng nón, vòm hoặc chóp. Những căn nhà trulli ở thị trấn Alberobello được công nhận là Di sản Thế giới, với hơn 1500 công trình kiến trúc đang được bảo tồn. |
| Di tích Kitô giáo sơ khai của Ravenna                                                                                  | Một nhà thờ làm từ gạch đỏ                                           | Ravenna                                                            | 1996          | 788; i, ii, iii, iv (văn hóa)        | Di sản bao gồm tám di tích ở thành phố Ravenna, nơi từng là trung tâm của Đế quốc La Mã vào thế kỷ thứ 5. Các nhà thờ và lăng mộ được trang trí bằng tranh khảm có chất lượng nghệ thuật vượt trội, pha trộn các họa tiết từ nghệ thuật phương Tây và Byzantine. Vương cung thánh đường San Vitale trong hình. |
| Trung tâm Lịch sử Thành phố Pienza                                                                                     | Quảng trường thị trấn với các công trình Phục Hưng                   | Siena                                                              | 1996          | 789; i, ii, iv (văn hóa)             | Năm 1459, Giáo hoàng Piô II quyết định thay đổi diện mạo quê hương Pienza của mình theo ý tưởng Chủ nghĩa nhân văn Phục Hưng về thiết kế đô thị. Kiến trúc sư Bernardo Rossellino đảm nhiệm giám sát dự án, ông đã cho xây dựng nhiều quảng trường, nhà thờ và cung điện mới. Pienza sau này trở thành hình mẫu phát triển đô thị tại các thành phố khác của Ý và châu Âu. |
| Cung điện hoàng gia thế kỷ 18 Caserta với Công viên, Cầu máng Vanvitelli và Quần thể San Leucio                        | Công viên lớn với hồ ở giữa, cung điện ở phía xa                     | Caserta và Benevento                                               | 1997          | 549rev; i, ii, iii, iv (văn hóa)     | Quần thể cung điện quy mô lớn này được được xây dựng dưới sự ủy thác của vua Napoli là Carlos III Bourbon vào giữa thế kỷ 18, thiết kế bởi kiến trúc sư Luigi Vanvitelli, lấy cảm hứng từ các cung điện ở Versailles và Madrid. Thuận theo ý tưởng của Khai sáng, quần thể hòa hợp tốt với cảnh quan. Di sản cũng bao gồm một cống dẫn nước và khu phức hợp công nghiệp San Leucio nơi sản xuất lụa. |
| Các dinh thự của hoàng tộc Savoia                                                                                      | Quần thể cung điện lớn có tường màu trắng                            | Thành phố đô thị Torino, Cuneo                                     | 1997          | 823bis; i, ii, iv, v (văn hóa)       | Quần thể bao gồm 22 cung điện và biệt thự, thể hiện quyền lực của chế độ quân chủ cầm quyền sau khi Emmanuel Philibert quyết định dời đô Nhà Savoy đến Torino vào năm 1562. Các kiến trúc, chủ yếu theo phong cách Baroque, đại diện cho nền kiến trúc châu Âu huy hoàng giai đoạn thế kỷ 17 và 18. Di sản có sửa đổi nhỏ về ranh giới vào năm 2010. Tromg hình là Palazzina di caccia di Stupinigi. |
| Vườn bách thảo (Orto Botanico), Padova                                                                                 | Đài phun nước giữa khuôn viên vườn                                   | Padova                                                             | 1997          | 824; ii, iii (văn hóa)               | Vườn bách thảo Padova được thành lập vào năm 1545 với tư cách là đại học vườn bách thảo đầu tiên trên thế giới. Tại đây từng là trung tâm nghiên cứu khoa học trong nhiều thế kỷ và là hình mẫu cho nhiều khu vườn khác. Vườn đã được trùng tu vào thế kỷ 18 nhưng vẫn giữ nguyên bố cục ban đầu. |
| Portovenere, Cinque Terre, và các đảo (Palmaria, Tino và Tinetto)                                                      | Thị trấn ven biển với những ngôi nhà cao tầng nhiều màu sắc.         | La Spezia                                                          | 1997          | 826bis; ii, iv, v (văn hóa)          | Cảnh quan văn hóa dọc bờ biển được cư dân Liguria tạo hình từ thiên niên kỷ trước. Các thị trấn nhỏ xinh đẹp được xây dựng trên địa hình dốc hiểm trở gọt đẽo thành các nền bậc thang. Ba hòn đảo ngoài khơi hiện vẫn còn dấu tích các tòa tu viện cổ. Ranh giới địa điểm có sửa đổi nhỏ vào năm 2021. Trong hình là một nhà thờ ở Porto Venere. |
| Nhà thờ, Torre Cívica và Quảng trường Lớn, Modena                                                                      | Một ngọn tháp cao của nhà thờ đá trắng.                              | Modena                                                             | 1997          | 827; i, ii, iii, iv (văn hóa)        | Khu phức hợp được xây dựng vào thế kỷ 12, bao gồm nhà thờ, tòa tháp và quảng trường, là một ví dụ nổi bật về nghệ thuật Romanesque sớm, gây ảnh hưởng mạnh mẽ đến sự phát triển của phong cách sau này. Nhà thờ được thiết kế bởi kiến trúc sư Lanfranco và được trang trí bởi nhà điêu khắc Wiligelmo. |
| Khu vực khảo cổ Pompei, Herculaneum và Torre Annunziata                                                                | Con phố với những tàn tích.                                          | Thành phố đô thị Napoli                                            | 1997          | 829; iii, iv, v (văn hóa)            | Di sản bao gồm ba địa điểm bị chôn vùi dưới tro núi lửa trong vụ phun trào Núi Vesuvius vào năm 79 CN. Pompei và Herculaneum là hai thị trấn La Mã đã được bảo tồn nguyên vẹn, cung cấp cái nhìn sâu sắc về cuộc sống vào thế kỷ 1 CN, nổi bật là hai biệt thự tại Torre Annunziata có những bức tranh tường được bảo quản tốt. Các địa điểm này đã được tiến hành khai quật từ giữa thế kỷ 18. |
| Bờ biển Amalfi (Costiera Amalfitana)                                                                                   | Bờ biển có địa hình dạng nền bậc thang                               | Salerno                                                            | 1997          | 830; ii, iv, v (văn hóa)             | Cảnh quan văn hóa Địa Trung Hải khu vực Bờ biển Amalfi được kiến tạo trong thời kỳ Công quốc Amalfi trung cổ (từ thế kỷ 9 đến thế kỷ 11), chịu sự ảnh hưởng và pha trộn giữa phương Tây và Byzantine. Bờ biển bao gồm các thị trấn như Amalfi và Ravello, cũng như các vườn nho, vườn cây ăn quả và đồng cỏ tại khu vực nơi các ngọn núi tiếp giáp với biển. |
| Khu vực khảo cổ Agrigento                                                                                              | Tàn tích một ngôi đền cổ điển                                        | Agrigento                                                          | 1997          | 831; i, ii, iii, iv (văn hóa)        | Agrigento thuộc Hy Lạp được thành lập vào thế kỷ thứ 6 trước Công nguyên, đã phát triển thành một trong những thành phố lớn của khu vực Magna Graecia và Địa Trung Hải. Một số ngôi đền Doric đã được lưu giữ tốt, trở thành một trong những di sản tiêu biểu nhất của nền văn hóa và nghệ thuật Hy Lạp. |
| Villa Romana del Casale                                                                                                | Nhà thờ Villa del Casale làm từ đá cẩm thạch                         | Enna                                                               | 1997          | 832; i, ii, iii (văn hóa)            | Biệt thự Piazza Armerina là một trong những căn biệt thự La Mã sang trọng bậc nhất được xây dựng vào đầu thế kỷ thứ 4 và là một ví dụ tiêu biểu về nền kinh tế và cấu trúc xã hội của thời kỳ đó. Căn biệt thự được trang trí lộng lẫy bằng những bức tranh khảm có chất lượng đặc biệt, đại diện cho bộ sưu tập tranh khảm La Mã in situ (tại chỗ) đẹp nhất thế giới. |
| Su Nuraxi di Barumini                                                                                                  | Tàn tích đá                                                          | Sud Sardegna                                                       | 1997          | 833; i, iii, iv (văn hóa)            | Su Nuraxi là ví dụ điển hình và hoàn thiện nhất về nuraghe, một cấu trúc cự thạch phòng thủ của Thời đại đồ đồng Nuragic từ thiên niên kỷ thứ 2 trước Công nguyên. Đặc biệt chỉ có ở Sardinia, nuraghi là tháp phòng thủ có dạng hình nón cụt tròn với khoang trống bên trong. Một tháp ở Su Nuraxi có chiều cao ban đầu hơn 18,5 m (61 ft). Địa điểm này bị bỏ hoang vào thế kỷ thứ 6 trước Công nguyên và hầu hết nuraghi đã không còn được sử dụng sau thời kỳ thuộc địa của La Mã vào thế kỷ thứ 2 trước Công nguyên.                                                                     |
| Khu khảo cổ và Vương cung thánh đường Aquileia                                                                         | nhà thờ bằng đá và nhà rửa tội                                       | Udine                                                              | 1998          | 825ter; iii, iv, vi (văn hóa)        | Aquileia là một trong những thành phố giàu có nhất thời kỳ đầu Đế quốc La Mã. Năm 452, thành phố bị người Hung dưới quyền Attila cướp phá; hầu hết thành phố cổ hiện nay vẫn được bảo tồn và chưa được khai quật. Vương cung thánh đường Thượng phụ, với sàn khảm, có niên đại từ thế kỷ thứ 4. Thành được xây dựng lại giữa thế kỷ 11 và 14. Nhà thờ đóng vai trò quan trọng trong việc truyền bá Cơ đốc giáo đến phần lớn khu vực Trung Âu đầu Trung Cổ. Ranh giới có sửa đổi nhỏ vào năm 2017 và 2018.                                                                                     |
| Trung tâm Lịch sử Urbino                                                                                               | Toàn cảnh thành phố                                                  | Pesaro và Urbino                                                   | 1998          | 828; ii, iv (văn hóa)                | Vào thế kỷ 15, Urbino phát triển mạnh mẽ dưới sự lãnh đạo của Federico da Montefeltro, một nhà nhân văn học, người đã thu hút một số nhà khoa học và nghệ sĩ nổi tiếng nhất bấy giờ đến thành phố. Kiến trúc Phục Hưng của thành phố phần lớn được bảo tồn khi Urbino bước vào giai đoạn suy thoái về văn hóa và kinh tế từ thế kỷ 16 trở đi. |
| Vườn quốc gia Cilento, Vallo di Diano và Alburni cùng với các địa điểm khảo cổ tại Paestum, Velia và Certosa di Padula | Tàn tích một ngôi đền                                                | Salerno                                                            | 1998          | 842; iii, iv (văn hóa)               | Cảnh quan văn hóa được định hình bởi các xã hội khác nhau qua nhiều thế kỷ, bao gồm người Etrusca, người Lucania, thực dân Hy Lạp, sau cùng là người La Mã. Di sản bao gồm phần còn lại của Paestum và Velia, hai thị trấn lớn thời cổ điển. Tu viện Chartreux Certosa di Padula có niên đại từ năm 1306, trong khi các kiến trúc theo phong cách Baroque được xây dựng từ thế kỷ 17 và 18. |
| Villa Adriana, Tivoli                                                                                                  | Tàn tích La Mã có cột quanh hồ bơi                                   | Thành phố đô thị Roma Thủ đô                                       | 1999          | 907; i, ii, iii (văn hóa)            | Biệt thự Adriana hay "Biệt thự của Hadrianus" tại Tivoli, ngoài Roma, được xây dựng vào thế kỷ thứ 2 CN như một nơi nghỉ dưỡng của Hoàng đế Hadrianus. Kiến trúc của biệt thự là sự kết hợp các yếu tố từ Hy Lạp, Ai Cập và Roma. Khu phức hợp bao gồm các tòa nhà dân cư và giải trí, vườn và hồ bơi. Cuộc tái khám phá vào giữa thế kỷ 15 đã ảnh hưởng đến các kiến trúc sư thời kỳ Phục Hưng và Baroque. |
| Thành phố Verona | Tượng đài kỵ sĩ Gothic                                               | Verona                                                             | 2000          | 797rev; ii, iv (văn hóa)             | Verona, một thị trấn La Mã được thành lập vào thế kỷ 1 trước Công nguyên, đã phát triển không ngừng trong hơn 2000 năm và bảo tồn các cấu trúc đô thị cũng như di tích từ các thời kỳ khác nhau, bao gồm hí trường La Mã và cổng La Mã, lăng mộ Gothic Scaliger (hình), cùng với một số quảng trường và cung điện lịch sử. |
| Quần đảo Eolie | Một nhóm các đảo núi lửa nhìn từ trên cao                            | Messina                                                            | 2000          | 908; viii (thiên nhiên)              | Quần đảo ngoài khơi Sicilia đã được các nhà địa chất nghiên cứu rộng rãi ít nhất là từ thế kỷ 18. Quần đảo có một số đặc điểm cổ điển của địa hình núi lửa, đóng vai trò quan trọng trong sự phát triển của ngành khoa học núi lửa. Hai dạng phun trào của núi lửa được đặt tên theo các hòn đảo của quần đảo, Stromboli và Vulcan. |
| Assisi, Vương cung thánh đường Thánh Phanxicô và các địa điểm khác của dòng Phan Sinh                                  | Basilica di San Francesco in Assisi                                  | Perugia                                                            | 2000          | 990; i, ii, iii, iv, vi (văn hóa)    | Assisi là nơi sinh của Thánh Phanxicô, người sáng lập Dòng Phan Sinh. Vương cung thánh đường được xây dựng vào thế kỷ 13. Nơi đây trưng bày các bức tranh của Cimabue, Pietro Lorenzetti, Simone Martini và Giotto, đồng thời là địa điểm tham chiếu của nghệ thuật Ý và phương Tây. |
| Villa d'Este, Tivoli                                                                                                   | Toàn cảnh Villa d'Este với những khu vườn và tác phẩm điêu khắc      | Thành phố đô thị Roma Thủ đô                                       | 2001          | 1025; i, ii, iii, iv, vi (văn hóa)   | Những khu vườn từ thế kỷ 16 của Vila d'Este là một trong những ví dụ đầu tiên và điển hình nhất về khu vườn nước Ý thời Phục Hưng. Các khu vườn có bố cục hình học phù hợp với thẩm mỹ Phục Hưng, được trang hoàng bằng hồ bơi và đài phun nước, do Pirro Ligorio thiết kế. Chúng gây ảnh hưởng lớn đến nhiều thiết kế sân vườn tại châu Âu. |
| Các thị trấn Baroque muộn của Val di Noto (Đông Nam Sicilia)                                                           | Mặt tiền một nhà thờ kiểu baroque                                    | Catania, Ragusa, Siracusa                                          | 2002          | 1024; i, ii, iv, v (văn hóa)         | Năm 1693, một trận động đất mạnh tấn công Sicilia, tàn phá nhiều thị trấn và thành phố. Sau đó, các thị trấn Caltagirone, Militello Val di Catania, Catania, Modica, Noto, Palazzolo, Ragusa và Scicli được xây dựng lại phù hợp với xu hướng quy hoạch đô thị Baroque. Chúng đại diện cho thời kỳ đỉnh cao nghệ thuật Baroque muộn tại châu Âu. |
| Sacri Monti của Piedmont và Lombardy                                                                                   | A church and surrounding buildings                                   | nhiều vị trí                                                       | 2003          | 1068rev; ii, iv (văn hóa)            | Hiện tượng Sacri Monti (Núi thiêng) bắt đầu vào cuối thế kỷ 15 với mục đích tạo ra các địa điểm hành hương và cầu nguyện thay thế cho vùng Đất Thánh không thể tiếp cận được. Địa điểm này bao gồm chín khu phức hợp tại Piedmont và Lombardy, được xây dựng vào cuối thế kỷ 16 và 17. Chúng giàu tính nghệ thuật và hòa hợp với cảnh quan. Trong hình là Núi thiêng Calvario, Domodossola. |
| Val d'Orcia | Cảnh quan đồi cỏ                                                     | Siena                                                              | 2004          | 1026rev; iv, vi (văn hóa)            | Cảnh quan văn hóa Val d'Orcia ở vùng nội địa Siena đã được thiết kế lại tỉ mỉ trong thế kỷ 14 và 15 phù hợp với lý tưởng thẩm mỹ Phục Hưng. Cảnh quan gồm các ngôi làng nhỏ, thị trấn, cánh đồng, bãi cỏ, đồng cỏ và trang trại nhỏ. Cảnh quan xuất hiện thường xuyên trong các bức tranh của Trường phái Sienese. |
| Nghĩa trang của người Etrusca tại Cerveteri và Tarquinia                                                               | Tranh treo tường mô tả cảnh người đang tiệc tùng và hai con báo      | Viterbo, Thành phố đô thị Roma Thủ đô                              | 2004          | 1158; i, iii, iv (văn hóa)           | Cerveteri và Tarquinia là hai nghĩa trang của người Etrusca từ thế kỷ 9 đến thế kỷ 1 trước Công nguyên. Một số ngôi mộ được thiết kế với hình dáng giống những ngôi nhà của người Etrusca, được trang trí bằng những bức tranh tường nổi bật miêu tả cảnh sinh hoạt hàng ngày (trong hình là Lăng mộ của Báo). |
| Siracusa và Nghĩa địa của Pantalica                                                                                    | Hang đá trên sườn đồi                                                | Siracusa                                                           | 2005          | 1200; ii, iii, iv, vi (văn hóa)      | Siracusa được thành lập vào thế kỷ thứ 8 trước Công nguyên bởi người Corinthia, trở thành một trong những thành phố quan trọng nhất của Magna Graecia. Một di tích quan trọng từ thời kỳ này là đền Doric Apollo. Nghĩa địa Pantalica (trong ảnh) chứa hơn 5.000 ngôi mộ, hầu hết có niên đại từ thế kỷ 13 đến thế kỷ thứ 7 trước Công nguyên cùng với tàn tích của các công trình kiến trúc thời Byzantine. |
| Genova: Le Strade Nuove và hệ thống Palazzi dei Rolli                                                                  | Một cung điện lớn với mặt tiền màu be                                | Thành phố đô thị Genova                                            | 2006          | 1211; ii, iv (văn hóa)               | Di sản bao gồm hai khu vực phát triển đô thị tại Genova từ thế kỷ 16 và 17, khi Cộng hòa Genova đang ở đỉnh cao quyền lực. Le Strade Nuove (Phố Mới) là một nhóm các phố (gồm cả Via Giuseppe Garibaldi) được xây dựng bởi tầng lớp quý tộc Genova. Palazzi dei Rolli (Các cung điện trong danh sách) là một nhóm các cung điện Phục Hưng và Baroque được liên kết với một hệ thống nhà khách tạm trú công cộng tại các dinh thự tư nhân, theo đó những vị khách đặc biệt được đón tiếp tại đây khi thực hiện chuyến thăm cấp Nhà nước tới Cộng hòa. Trong hình là Palazzo Cattaneo Belimbau. |
| Đường sắt Rhaetian trên Albula / Cảnh quan Bernina*                                                                    | A train at a train station                                           | Sondrio                                                            | 2008          | 1276; ii, iv (văn hóa)               | Các tuyến Albula và Bernina của công ty đường sắt Rhaetian là hai tuyến đường sắt lịch sử băng qua dãy Anpơ của Thụy Sĩ. Chúng được xây dựng vào đầu thế kỷ 20, cung cấp tuyến đường nhanh chóng và dễ dàng đến nhiều khu định cư trên núi cao bị cô lập trước đây. Việc xây dựng đường sắt đòi hỏi phải vượt qua những thách thức kỹ thuật về cầu, hành lang và đường hầm. Di sản chung với Thụy Sĩ. Trong hình là ga Tirano. |
| Mantova và Sabbioneta                                                                                                  | Toàn cảnh Mantova                                                    | Mantova                                                            | 2008          | 1287; ii, iii (văn hóa)              | Hai thị trấn này đại diện cho hai cách tiếp cận quy hoạch thị trấn thời Phục Hưng. Mantova (trong hình), có nguồn gốc từ thời La Mã lưu giữ các công trình kiến trúc từ thế kỷ 11, được cải tạo vào thế kỷ 15 và 16. Mặt khác, Sabbioneta được thành lập vào nửa sau thế kỷ 16 bởi Vespasiano I Gonzaga và được xây dựng theo phương pháp quy hoạch lưới theo tầm nhìn đương thời về một thành phố lý tưởng. |
| Dolomites | Cảnh quan núi                                                        | nhiều vị trí                                                       | 2009          | 1237rev; vii, viii (thiên nhiên)     | Di sản bao gồm chín khu vực của Dolomites, một dãy núi ở phía bắc Anpơ nước Ý. Có 18 đỉnh núi cao trên 3.000 m (9.800 ft), với phong cảnh núi non gồm những vách đá dựng đứng, thung lũng dài và hẹp. Từ góc độ địa chất, các tảng đá chứa hồ sơ hóa thạch của sinh vật biển thuộc Kỷ Tam Điệp. Trong hình là núi Marmolada. |
| Monte San Giorgio* | Một ngọn núi và một cái hồ.                                          | Varese                                                             | 2010          | 1090; viii (thiên nhiên)             | Monte San Giorgio, nhìn ra Hồ Lugano, lưu giữ hồ sơ hóa thạch tốt nhất về sinh vật biển từ Kỷ Tam Điệp (245–230 triệu năm trước). Vào thời kỳ đó, khu vực này là một đầm phá nhiệt đới, với các loài bò sát, cá, thân mềm hai mảnh vỏ, cúc đá, da gai và động vật giáp xác phát triển mạnh mẽ. Hóa thạch của động vật trên cạn cũng được tìm thấy. Một phần của di sản tại Thụy Sĩ được công nhận vào năm 2003, phần còn lại tại Ý được công nhận vào năm 2010. |
| Người Longobard tại Italia. Những nơi chốn của quyền lực (568–774 CN)                                                  | Tượng các vị thánh bằng vữa                                          | nhiều vị trí                                                       | 2011          | 1318; ii, iii, vi (văn hóa)          | Di sản bao gồm bảy nhóm tu viện, nhà thờ và pháo đài gắn liền với người Longobard từng cai trị nước Ý từ thế kỷ thứ 6 đến thế kỷ thứ 8. Nghệ thuật và kiến trúc phản ánh sự pha trộn của cách phong cách La Mã, Cơ đốc và German. Các di tích được công nhận nằm ở Brescia, Cividale del Friuli (trong hình là tác phẩm nghệ thuật tại Oratorio di Santa Maria tại Valle), Castelseprio, Spoleto, Campello sul Clitunno, Benevento và Monte Sant'Angelo. Kiến trúc của chúng đánh dấu quá trình chuyển giao Trung Cổ với sự tổng hợp của nhiều phong cách khác nhau.                          |
| Nhà sàn thời tiền sử xung quanh dãy núi Anpơ*                                                                          | Nhà sàn                                                              | nhiều vị trí                                                       | 2011          | 1363; iv, v (văn hóa)                | Di sản xuyên quốc gia này (chung với Áo, Pháp, Đức, Slovenia và Thụy Sĩ) bao gồm 111 vị trí nhỏ riêng lẻ với tàn tích của các khu định cư nhà cọc (hoặc nhà sàn) thời tiền sử trên và xung quanh dãy Anpơ được xây dựng từ khoảng năm 5000 đến 500 TCN ở bờ hồ, sông hoặc vùng trũng nước. Chúng chứa đựng rất nhiều thông tin về cuộc sống và thương mại trong các nền văn hóa nông nghiệp Thời đại đồ đá mới châu Âu và Thời đại đồ đồng châu Âu vùng núi Anpơ. Có mười chín vị trí được công nhận tại Ý, trong hình là phục dựng của một ngôi nhà tại Ledro.                               |
| Các dinh thự Medici và vườn tại Toscana                                                                                | Một biệt thự trên sườn đồi                                           | nhiều vị trí                                                       | 2013          | 175; ii, iv, vi (văn hóa)            | Di sản bao gồm 12 dinh thự và hai khu vườn được xây dựng dưới sự bảo trợ của gia tộc Medici từ thế kỷ 15 đến thế kỷ 17 ở Toscana. Chúng đại diện cho kiểu cư trú của các quý tộc mới, khác xa với những lâu đài quân sự hoặc những trang trại khổng lồ. Các dinh thự và khu vườn có giá trị về nhiều mặt: giải trí, nghệ thuật và học thuật, chúng được thiết kế phù hợp với các nguyên tắc của Chủ nghĩa nhân văn Phục Hưng. Trong hình là Dinh thự Medici tại Fiesole. |
| Núi Etna | Núi Etna phủ đầy tuyết, với thành phố ở phía trước                   | Catania                                                            | 2013          | 1427; viii (thiên nhiên)             | Núi Etna là ngọn núi lửa dạng tầng hoạt động mạnh nhất thế giới, đồng thời là một trong những ngọn núi lửa được nghiên cứu nhiều nhất, với ít nhất 2.700 năm biên niên sử được ghi chép lại. Một số hiện tượng núi lửa điển hình đã xảy ra tại đây, chẳng hạn như nón xỉ, các dòng chảy dung nham và hang dung nham. Ngọn núi này là nơi sinh sống của nhiều loài động thực vật đặc hữu. |
| Cảnh quan văn hóa các vườn nho của vùng Piedmont: Langhe-Roero và Monferrato                                           | Khu vực đồi núi có vườn nho                                          | Alessandria, Asti, Cuneo                                           | 2014          | 1390rev; iii, v (văn hóa)            | Nghề trồng nho và chế biến rượu vang Piemont diễn ra ở khu vực này ít nhất là từ thế kỷ thứ 5 trước Công nguyên. Cảnh quan văn hóa bao gồm các vườn nho, làng mạc, hầm rượu, trang trại và nhà thờ kiểu La Mã. Di sản bao gồm năm khu vực sản xuất rượu vang và Lâu đài Grinzane Cavour. |
| Ả Rập-Norman Palermo, Nhà thờ Giáo hội của Cefalù và Monreale                                                          | Nhà thờ và cây cọ phía trước                                         | Thành phố đô thị Palermo                                           | 2015          | 1487; ii, iv (văn hóa)               | Di sản bao gồm chín tòa nhà, được xây dựng vào thời Vương quốc Sicilia thời kỳ Norman (1130–1194) với phong cách kiến trúc kết hợp các đặc điểm của Ả Rập, Byzantine và nghệ thuật phương Tây. Danh sách được công nhận gồm hai cung điện, ba nhà thờ, ba thánh đường (trong hình là Nhà thờ chính tòa Palermo) và Ponte dell'Ammiraglio. |
| Các khu rừng sồi nguyên sinh trên dãy Carpath và các khu vực khác của châu Âu*                                         | Cảnh quan rừng và núi                                                | nhiều vị trí                                                       | 2017          | 1133ter; ix (thiên nhiên)            | Rừng sồi nguyên sinh cung cấp nguồn tài nguyên thiết yếu để tìm hiểu về lịch sử và quá trình tiến hóa của cây sồi (Fagus sylvatica) qua một triệu năm. Di sản được công nhận lần đầu tiên vào năm 2007 tại Slovakia và Ukraina, được mở rộng qua các năm 2011, 2017 và 2021 bao quát toàn bộ diện tích các khu rừng trên tổng số 18 quốc gia. 13 khu rừng đã được công nhận tại Ý qua các năm 2017 và 2021. Trong ảnh là Val Fondillo. |
| Công trình phòng thủ của Venezia giữa thế kỷ 16 và 17: Stato da Terra – Tây Stato da Mar *                             | Bản đồ pháo đài ngôi sao                                             | Bergamo, Udine, Verona                                             | 2017          | 1533; iii, iv (văn hóa)              | Di sản bao gồm sáu phần hợp thành của các công trình phòng thủ tại Ý, Croatia và Montenegro, trải dài hơn 1.000 km (620 mi) giữa vùng Lombard của Ý và miền đông Bờ biển Adriatic. Thiết kế của các công sự (được gọi là alla moderna) đánh dấu sự hiện diện của thuốc súng trong chiến tranh, dẫn đến những thay đổi đáng kể về mặt kỹ thuật và kiến trúc quân sự. Có ba địa điểm được công nhận tại Ý: thành lũy hình ngôi sao của Palmanova (hình) và các công sự của Bergamo và Peschiera del Garda.                                                                                      |
| Ivrea, Thành phố công nghiệp của thế kỷ 20                                                                             | Tòa nhà công nghiệp                                                  | Thành phố đô thị Torino                                            | 2018          | 1538bis; iv (văn hóa)                | Thành phố Công nghiệp Ivrea được thành lập vào năm 1908 bởi Camillo Olivetti, người đứng đầu công ty Olivetti S.p.A. chuyên sản xuất máy đánh chữ, máy tính cơ học và máy tính văn phòng. Thành phố này, chủ yếu là từ những năm 1930 đến những năm 1960, được thiết kế phù hợp với ý tưởng của tổ chức chính trị Phong trào Cộng đồng. Khu phức hợp bao gồm các tòa nhà công nghiệp, dân cư và công cộng, thể hiện tầm nhìn hiện đại về mối quan hệ giữa sản xuất công nghiệp và kiến trúc. Ranh giới có sửa đổi nhỏ vào năm 2021.                                                           |
| Đồi Prosecco của Conegliano và Valdobbiadene. ("Le Colline del Prosecco di Conegliano e Valdobbiadene")                | Toàn cảnh vườn nho                                                   | Treviso                                                            | 2019          | 1571rev; v (văn hóa)                 | Cảnh quan văn hóa của Conegliano và Valdobbiadene có những ngọn đồi hogback (ciglioni) đặc trưng được tạo hình thành nền bậc thang, được sử dụng làm vườn nho từ thế kỷ 17. Đây là nơi sản xuất rượu Prosecco. Cảnh quan bao gồm rừng, hàng rào, trang trại và làng mạc. |
| Các thị trấn Spa lớn của châu Âu*                                                                                      | Spa theo phong cách cổ                                               | Pistoia                                                            | 2021          | 1613; ii, iii, iv, vi (văn hóa)      | Các thị trấn Spa lớn của châu Âu bao gồm 11 thị trấn spa trải dài trên bảy quốc gia châu Âu, nơi nước khoáng được sử dụng cho mục đích chữa bệnh và trị liệu trước khi thuốc công nghiệp phát triển vào thế kỷ 19. Thị trấn Montecatini Terme tại Ý được công nhận. |
| Các chu kỳ bích họa thế kỷ 14 của Padova                                                                               | Nội thất của một nhà nguyện được bao phủ bởi các bức bích họa        | Padova                                                             | 2021          | 1623; ii (văn hóa)                   | Di sản bao gồm tám tòa nhà, cả tôn giáo và thế tục, trong bốn cụm. Nơi đây lưu giữ các chu kỳ bích họa được vẽ từ năm 1302 đến năm 1397 bởi nhiều danh họa: Giotto, Guariento di Arpo, Giusto de' Menabuoi, Altichiero da Zevio, Jacopo d'Avanzi và Jacopo da Verona. Các bức bích họa có tính đổi mới trong cách miêu tả câu chuyện ngụ ngôn và sử dụng các kỹ thuật phối cảnh mới. Trong hình là Nhà nguyện Scrovegni. |
| Các mái cổng của Bologna                                                                                               | Phố có mái cổng ở hai bên                                            | Thành phố đô thị Bologna                                           | 2021          | 1650; iv (văn hóa)                   | Những mái cổng đại diện cho các di sản văn hóa và kiến trúc quan trọng của thành phố Bologna. Trong nhiều thế kỷ, chúng đã được sử dụng làm hành lang và là địa điểm đắc địa cho các hoạt động buôn bán. Chúng được xây dựng bằng gỗ, gạch, đá, và bằng bê tông cốt thép vào thế kỷ 20. Mái cổng thường được nhìn thấy ở hai bên đường phố. Mười hai khu phức hợp mái cổng được công nhận. |
| Karst Evaporit và các hang động phía Bắc Apennines                                                                     | Phong cảnh cằn cỗi đầy đá với một số cây ở hậu cảnh                  | nhiều vị trí                                                       | 2023          | 1692; viii (thiên nhiên)             | Di sản bao gồm bốn khu vực có karst evaporit, hai khu vực có anhydride Kỷ Tam Điệp và hai khu vực có thạch cao Tầng Messina (Công viên Gessi Bolognesi trong hình). Có hơn 700 hang động thể hiện nhiều đặc điểm karst và chứa các khoáng chất quý hiếm. Chúng cũng là nơi sinh sống của một số loài thực vật, nhiều loài trong số đó có nguy cơ tuyệt chủng. |
| Via Appia "Regina Viarum"                                                                                              | Con đường La Mã, cây cối xung quanh                                  | nhiều vị trí                                                       | 2024          | 1708; iii, iv, vi (văn hóa)          | Via Appia là một trong những con đường La Mã xuất hiện sớm nhất và quan trọng nhất về mặt chiến lược, xây dựng vào năm 312 trước Công nguyên, kết nối giữa Roma và Brindisi. Là con đường mang tính cách mạng đột phá trong lĩnh vực thiết kế đường bộ, Via Appia đi qua nhiều thị trấn, có nhiều cầu và cầu cạn, được lát bằng những tấm đá bazan vừa khít, phạm vi sử dụng công cộng và không thu phí đường bộ. Được sử dụng cho đến thời kì Trung Cổ và sau khi được cải tạo, nó thậm chí còn được sử dụng qua nhiều thời kì sau này. Trong hình là đoạn đi qua Casal Rotondo.             |

## Danh sách dự kiến
Ngoài các địa điểm ghi trên danh sách Di sản thế giới, các quốc gia thành viên có thể duy trì danh sách các địa điểm dự kiến mà họ có thể xem xét để đề cử. Đề cử Di sản thế giới chỉ được chấp nhận nếu địa điểm đó đã được liệt kê trong danh sách dự kiến. Tính đến  năm 2024, Ý có 32 địa điểm dự kiến.
| Tên                                                                          | Hình ảnh                                                  | Vị trí (tỉnh)                         | Năm đề cử | Tiêu chí UNESCO                    | Mô tả |
| ---------------------------------------------------------------------------- | --------------------------------------------------------- | ------------------------------------- | --------- | ---------------------------------- | --- |
| Vùng ven Hồ Maggiore và Hồ D'Orta                                            | Một hòn đảo trên hồ                                       | Novara, Verbano-Cusio-Ossola          | 2006      | ii, vi (văn hóa)                   | Cảnh quan văn hóa của vùng đất ven hồ đã được hình thành từ thế kỷ 16, với các biệt thự và khu vườn được xây dựng bên bờ hồ và trên các hòn đảo cho các chủ sở hữu giàu có. Kể từ thế kỷ 19, khu vực này trở thành một điểm nghỉ mát nổi tiếng. Các tòa nhà có từ thời Phục Hưng, Baroque và Tân cổ điển. Trong hình là Đảo San Giulio trên Hồ D'Orta. |
| Các khu vườn bách thảo Hanbury                                               | Xương rồng và các loại cây khác trong vườn                | Imperia                               | 2006      | ii, iv (văn hóa)                   | Các khu vườn bách thảo được Sir Thomas Hanbury thành lập vào nửa sau thế kỷ 19. Mục đích của khu vườn là trồng các loại cây kỳ lạ ngoài châu Âu và thí nghiệm thực vật. Những khu vườn này đã trở thành nguyên mẫu cho những khu vườn tương tự ở Liguria và xa hơn nữa. |
| Orvieto                                                                      | Mặt tiền được trang trí của một nhà thờ                   | Terni                                 | 2006      | i, iv, v (văn hóa)                 | Orvieto là một thị trấn Etrusca đạt đỉnh cao vào thời kỳ giữa thế kỷ thứ 6 và thứ 4 trước Công nguyên và sau đó suy tàn vào thời La Mã. Thời Trung Cổ, thị trấn trở nên nổi tiếng vào thế kỷ 13 và 14, khi nhà thờ (hình) được xây dựng. Mặt tiền được trang trí lộng lẫy là một kiệt tác của kiến trúc Gothic của Ý. |
| Các biệt thự của giới quý tộc Giáo hoàng                                     | Biệt thự mặt tiền màu vàng                                | Viterbo, Thành phố đô thị Roma Thủ đô | 2006      | i, ii, iii, iv (văn hóa)           | Đề cử bao gồm 15 biệt thự ngoại ô được xây dựng từ nửa sau thế kỷ 16 trở đi dành cho các giáo sĩ và quý tộc cấp cao thuộc triều đình giáo hoàng. Chúng được thiết kế bởi một số kiến trúc sư nổi tiếng nhất thời kỳ đó bao gồm Gian Lorenzo Bernini và Francesco Borromini, và được trang hoàng bởi các nghệ sĩ hàng đầu. Biệt thự được bao quanh chủ yếu bởi công viên và vườn. Trong hình là Villa Farnese. |
| Salento và "Barocco Leccese"                                                 | Nhà thờ kiểu baroque với mặt tiền được trang trí lộng lẫy | Lecce                                 | 2006      | i, iii, iv (văn hóa)               | Bán đảo Salento, nơi nhiều nền văn minh đã hình thành và phát triển qua nhiều thế kỷ, có những tàn tích tiền sử từ thời Messapi. Đặc điểm nổi bật có thể kể đến tại khu vực là "Barocco Leccese", một dạng Baroque phát triển ở Lecce trong Phản Cải cách. Phong cách này mang tính nghệ thuật trang trí cao, với mục đích thể hiện sức mạnh của Giáo hội Công giáo. Trong hình là Vương cung thánh đường Santa Croce. |
| Tu viện Cattolica tại Stilo và Quần thể Basilia-Đông La Mã                   | Nhà thờ theo phong cách Byzantine bằng gạch đỏ            | Reggio Calabria                       | 2006      | ii, iii, iv (văn hóa)              | Trong giai đoạn thế kỷ thứ 6 tới 11, Calabria chịu sự ảnh hưởng của Đế quốc Đông La Mã. Điều này được thể hiện qua các kiến trúc nhà thờ và tu viện, thường nằm trong các hang động. Các tu viện đã thu hút các ẩn sĩ tị nạn từ Syria và Ai Cập, mang theo văn hóa của họ. Đề cử bao gồm một số tu viện và các công trình liên quan. |
| Quần đảo Maddalena và Các đảo của Eo biển Bonifacio*                         | Quần đảo nhìn từ trên cao                                 | Sassari                               | 2006      | vii, ix, x (thiên nhiên)           | Quần đảo này ở eo biển Bonifacio giữa Sardinia và Corsica, chia sẻ cùng Ý và Pháp. Khu vực này là môi trường sống quan trọng của nhiều loài cá voi khác nhau. Tầng đáy đại dương được bao phủ bởi đồng cỏ biển khổng lồ Posidonia oceanica. |
| Đảo Mothia và Lilibeo: Văn minh Phoenicia-Punic ở Ý                          | Tàn tích cổ                                               | Trapani                               | 2006      | iii, iv, vi (văn hóa)              | Mothia là một khu định cư của người Punic trên một hòn đảo ngoài khơi bờ biển Sicilia, được thành lập vào thế kỷ thứ 7 trước Công nguyên. Nhiều tấm bia chạm khắc có niên đại từ thời kỳ này. Thị trấn bị cướp phá bởi người Syracusa vào năm 398 trước Công nguyên. Những người sống sót định cư ở Lilibelo, nơi đã phát triển thành một thành trì quân sự cho đến khi bị người La Mã tiếp quản trong Chiến tranh Punic. Thị trấn phát tiển thịnh vượng dưới thời La Mã. |
| Bradyseism tại vùng Flegrea                                                  | Tàn tích cổ                                               | Thành phố đô thị Napoli               | 2006      | vii, viii, x (thiên nhiên)         | Bradyseism là sự nâng lên hoặc hạ xuống chậm chạp của mặt đất do sự lấp đầy hoặc rút cạn các khoang magma dưới lòng đất. Hiệu ứng này thể hiện rõ tại Macellum di Pozzuoli (trước đây gọi là Serapeum, trong hình), một di tích La Mã nơi động vật thân mềm biển đục lỗ trên các cột có độ cao 7 m (23 ft) so với mặt sàn di tích, cho thấy khu vực này đã có lúc chìm dưới nước. |
| Cascate Marmore và Valnerina: Các khu di tích và các công trình thủy sinh cổ | Một cụm thác nước                                         | Perugia, Terni                        | 2006      | i, iv, v, vi (văn hóa)             | Valnerina, thung lũng sông Nera, đã thu hút các tu sĩ Syriac đến định cư vào thế kỷ thứ 4. Trong nhiều thế kỷ tiếp theo, các ẩn thất phát triển thành tu viện. Các tu sĩ đã cải tạo địa hình bằng cách san lấp đầm lầy và chuyển dòng các dòng sông để tạo đất nông nghiệp. Cascata delle Marmore (trong hình) là một thác nước nhân tạo, được Manius Curius Dentatus tạo ra vào năm 271 trước Công nguyên để ngăn chặn lũ lụt ở Thung lũng Rieti. Ngày nay, nhiều nhà máy thủy điện đã được xây dựng trên các con sông.                                                        |
| Pelagos: Khu bảo tồn Cá voi*                                                 | Một con cá voi                                            | nhiều vị trí                          | 2006      | vii, ix, x (thiên nhiên)           | Khu vực bảo tồn nằm ngoài khơi bờ biển Liguria, Sardinia và Toscana, cũng như trong lãnh hải của Monaco và Pháp, bao gồm khoảng 100.000 km2 (39.000 dặm vuông Anh). Đây là ngôi nhà của nhiều loài cá voi và các loài động vật biển khác. Trong hình là cá heo sọc. |
| Đảo Asinara                                                                  | Cảnh quan đảo                                             | Sassari                               | 2006      | vii, ix, x (thiên nhiên)           | Hòn đảo ngoài khơi bờ biển Sardinia có giá trị cao từ góc độ địa chất, với amphibolite, đá biến chất màu đen quý hiếm có niên đại 950 triệu năm tuổi. Hòn đảo có người sinh sống từ thời tiền sử, được sử dụng làm đồng cỏ và từ cuối thế kỷ 19 được sử dụng làm nhà tù, trại giam, trại tập trung cho binh lính và trạm kiểm dịch. |
| Sulcis Iglesiente                                                            | Tháp thang máy mỏ than                                    | Oristano, Cagliari                    | 2006      | ix, x (thiên nhiên)                | Iglesiente, trên đảo Sardinia, là khu vực khai thác mỏ quan trọng nhất nước Ý. Các mỏ chì, kẽm và bạc đã được khai thác từ thời Nuragic, Punic và La Mã cổ đại. Ở Sulcis, các mỏ than (cơ sở hạ tầng trong hình) được thành lập vào thế kỷ 19. Việc khai thác kết thúc vào cuối thế kỷ 20. |
| Khu vực khai thác đá cẩm thạch Carrara                                       | Mỏ đá cẩm thạch                                           | Massa-Carrara                         | 2006      | ii, vi, vii, viii, ix, x (hỗn hợp) | Cẩm thạch chất lượng cao được khai thác từ dãy Apuan Anpơ xung quanh Carrara bắt đầu từ thời La Mã, một số mỏ đá được khai thác từ thời kỳ Phục Hưng. Nơi đây bảo tồn tốt các di sản kỹ thuật từ nhiều thời kỳ khác nhau liên quan đến đá cẩm thạch. |
| Transhumance: Con đường Hoàng gia của Du mục                                 | Một đồng cỏ                                               | nhiều vị trí                          | 2006      | ii, iii, x (hỗn hợp)               | Transhumance (chuyển gia súc lên núi chăn thả), một loại hình mục súc hay du mục, là sự di chuyển theo mùa của gia súc giữa các đồng cỏ cố định vào mùa hè và mùa đông. Ở Ý, tập tục này có nguồn gốc từ thời tiền La Mã và tiếp diễn cho tới ngày nay. Đường đi của những người chăn thả được kết nối thành một mạng lưới với các cơ sở hạ tầng hỗ trợ như quán rượu, khu bảo tồn và nhà máy dệt. Transhumance diễn ra tại Abruzzo (hình bên), Molise, Campania và Apulia. Các địa điểm khảo cổ Saepinum nằm dọc trên trục đường chính tại Molise.                             |
| Volterra: Thành phố Lịch sử và Cảnh quan Văn hóa                             | Toàn cảnh thị trấn, các tòa nhà bằng đá đen               | Pisa                                  | 2006      | iv, v (văn hóa)                    | Volterra là một thị trấn trên đỉnh đồi được định cư bởi người Etrusca và sau đó là người La Mã. Một nhà hát được xây trên sườn đồi mang phong cách La Mã. Vào thế kỷ 15, một pháo đài Phục Hưng được xây dựng dưới thời Lorenzo de' Medici. Ngày nay, thị trấn hầu như vẫn bảo tồn được nét đặc trưng thời Trung Cổ. |
| Thung lũng Aniene và Villa Gregoriana ở Tivoli                               | Một cây cầu                                               | Thành phố đô thị Roma Thủ đô          | 2006      | i, ii, iii, iv (văn hóa)           | Thung lũng Aniene là nguồn cung cấp nước quan trọng cho thành phố Roma. Vào thời kỳ Đế quốc La Mã, cầu dẫn nước đầu tiên được xây dựng bởi pháp quan Quintus Marcius Rex cùng với hai công trình khác vào thế kỷ thứ 2 trước Công nguyên. Có rải rác nhiều ngôi đền La Mã trong thung lũng. Giáo hoàng Grêgôriô XVI đã ủy quyền xây dựng lại công viên Villa Gregoriana (trong hình) vào năm 1835, cùng với việc điều tiết lòng sông Aniene bị hư hại trong trận lũ lụt năm 1826.                                                                                               |
| Altopiano delle Murge                                                        | Phong cảnh đồng cỏ với bức tường đá khô                   | Thành phố đô thị Bari                 | 2006      | iii, vii, viii (hỗn hợp)           | Murge là một cao nguyên karst với thành phần chủ yếu là đá vôi Đại Trung sinh. Một số bằng chứng cho hiện tượng karst có thể kể đến là các hang động và hố sụt. Hàng nghìn dấu chân khủng long có niên đại 70 triệu năm trước được tìm thấy ở mỏ đá De Lucia. Người đàn ông Altamura, bộ xương hoàn chỉnh của cá thể đực người Neanderthal bị mắc kẹt trong hang động Lamalunga khoảng 130.000 năm trước, được phát hiện vào năm 1993. |
| Hang động Karst ở Apulia thời tiền sử                                        | Một bức tranh khắc đá                                     | Lecce                                 | 2006      | i, ii, iii (văn hóa)               | Bán đảo Salento có thành phần đá vôi và có hiện tượng karst tại một số hang động. Hang Grotta Romanelli ở Castro và Grotta delle Veneri ở Parabita phát hiện thấy dấu vết có người ở thường xuyên trong thời kỳ Trung và Hậu kỳ Đá cũ. Công cụ mảnh, xương, bản khắc đá và tượng nhỏ được tìm thấy trong hang động. Grotta dei Cervi gần Otranto có dấu tích con người trong Thời kỳ đồ đá mới. Trong hình là bản chép của hình khắc đá từ hang động. |
| Cittadella Alessandria                                                       | Công trình gạch sau tán cây                               | Alessandria                           | 2006      | ii, iii, iv (văn hóa)              | Pháo đài công sự gần thành phố Alessandria được xây dựng vào năm 1713 trên nền một pháo đài cũ hơn bởi gia tộc nắm giữ khu vực khi đó là Savoia. Công trình được người Pháp mở rộng và củng cố thêm dưới thời Napoléon. Pháo đài cũng đóng vai trò quan trọng trong Chiến tranh giành độc lập Ý lần thứ hai vào năm 1859. Trong hình là tòa nhà kho vũ khí. |
| Khối núi Mont Blanc*                                                         | Tuyết bao phủ trên khối núi                               | Thung lũng Aosta                      | 2008      | vii, viii, ix, x (thiên nhiên)     | Mont Blanc, với độ cao 4.810 m (15.780 ft), là đỉnh cao nhất dãy Anpơ. Sông băng trên khối núi là môi trường sống quan trọng của hệ thực vật và động vật núi. Di sản đề cử được chia sẻ với Pháp và Thụy Sĩ. |
| Cảnh quan văn hóa các khu định cư Benedictine Ý trung cổ                     | Một tu viện trên đỉnh đồi                                 | nhiều vị trí                          | 2016      | ii, v, vi (văn hóa)                | Có tám tu viện của Benedictines, một tu viện tôn giáo được thành lập bởi Thánh Benedict of Nursia vào thế kỷ thứ 6 nằm trong danh sách đề cử. Các tu viện là trung tâm văn hóa, học thuật và có ảnh hưởng rộng khắp châu Âu. Chúng nằm ngoài các trung tâm đô thị. Các nhà tu luôn lưu ý việc tạo dựng một cảnh quan văn hóa hòa hợp với thiên nhiên và bảo tồn môi trường. Trong hình là Monte Cassino. |
| Dãy Anpơ khu vực Địa Trung Hải*                                              | Mountain scenery                                          | Cuneo, Imperia                        | 2017      | viii (thiên nhiên)                 | Đề cử là di sản xuyên quốc gia chia sẻ với Pháp và Monaco, bao gồm các dãy Anpơ maritimes và Anpơ Ligurian. Khu vực được đánh giá là hấp dẫn xét từ góc độ địa chất, cung cấp ví dụ thực tế về một phạm vi không bị xói mòn hình thành cách đây 30 triệu năm trong kiến tạo sơn Anpơ dựa trên các khối đá có niên đại từ sự kiện Kiến tạo sơn Variscan 400 triệu năm trước. Địa hình tại đây có sự chênh lệch độ cao rất lớn chỉ trong phạm vi chưa đầy 70 km (43 mi): từ 3.297 m (10.817 ft) độ cao (Monte Argentera) xuống độ sâu 2.500 m (8.200 ft) ở lưu vực Địa Trung Hải. |
| Cảnh quan văn hóa Civita di Bagnoregio                                       | Một thị trấn trên đỉnh đồi                                | Viterbo                               | 2017      | iii, v (văn hóa)                   | Civita di Bagnoregio là một thị trấn trên đỉnh đồi có lịch sử ít nhất kể từ thời văn minh Etrusca. Địa hình được tạo thành từ tuff (đá túp) và đất sét yếu dễ gây ra hiện tượng lở đất và xói mòn. Thị trấn thể hiện cuộc đấu tranh của người dân chống lại môi trường khắc nghiệt, đóng vai trò quan trọng trong công cuộc phát triển và nghiên cứu về quản lý sạt lở. |
| Via Francigena                                                               | Con đường có tường đá bao quanh                           | nhiều vị trí                          | 2019      | ii, iv, vi (văn hóa)               | Via Francigena là một mạng lưới đường Trung Cổ được những người hành hương từ vùng đất Frank sử dụng trên đường đến Roma. Hành hương là một hoạt động quan trọng đối với sự trao đổi văn hóa giữa Ý và Bắc Âu. Cơ sở hạ tầng hỗ trợ cho lữ khách bao gồm các khu bảo tồn, nhà an dưỡng, tu viện, nhà thờ, trạm bưu điện và các tòa nhà dân dụng. Trong hình là một đoạn đường ở Thung lũng Aosta. |
| Nghệ thuật và kiến trúc thời tiền sử tại Sardinia. Domus de Janas.           | Một ngôi mộ cự thạch                                      | nhiều vị trí                          | 2021      | ii, iii, vi (văn hóa)              | Đề cử này bao gồm các địa điểm của nền văn hóa Tiền Nuragic tại Sardinia. Chúng có niên đại từ Thời đại đồ đá mới đến Thời đại đồ đồng, từ thiên niên kỷ thứ 5 đến thiên niên kỷ thứ 3 trước Công nguyên. Di sản bao gồm các địa điểm cự thạch và hầm mộ, cụ thể hơn là menhir (bia đá), mộ đá, vòng đá, và buồng mộ. Các buồng sau đó được đặt tên là Domus de Janas, "Ngôi nhà của các nàng tiên", một số có những bức tường được trang trí bằng tranh. Trong hình là ngôi mộ ở Lotzorai.                                                                                     |
| Đa dạng sinh học biển Eocene trong Thung lũng Alpone                         | Hóa thạch cá                                              | Verona, Vicenza                       | 2021      | viii (thiên nhiên)                 | Lagerstätte xung quanh Verona đặc biệt giàu hóa thạch từ Đại dương Tethys trong Thế Eocen (từ 56 đến 34 triệu năm trước). Hóa thạch từ hệ sinh thái nhiệt đới này bao gồm cá và động vật có vú biển, động vật biển không xương sống như thân mềm hai mảnh vỏ, chân bụng và giáp xác, cũng như cá sấu, rùa và chim. Các nghiên cứu về hóa thạch đã diễn ra ít nhất từ thế kỷ 16. Trong hình là một con cá từ Monte Bolca. |
| Nhà hát lịch sử vùng Marche                                                  | nhà hát nhìn từ sân khấu                                  | nhiều vị trí                          | 2021      | ii, iv, vi (văn hóa)               | Đề cử bao gồm 61 nhà hát ở khu vực Marche. Các công trình được xây dựng trong khoảng từ thế kỷ 16 đến thế kỷ 19 và thường nằm ở các thị trấn nhỏ, đôi khi trong các tòa nhà thị chính hoặc trang viên. Thiết kế của nhà hát thay đổi qua nhiều thế kỷ. Chúng được mở cửa cho mọi tầng lớp xã hội, đồng thời cũng là thư viện bảo tồn các văn bản và bản nhạc với số lượng phong phú. Trong hình là Teatro dell'Aquila ở Fermo. |
| Di tích Nuragic tại Sardinia                                                 | Tàn tích cự thạch cổ đại                                  | nhiều vị trí                          | 2021      | ii, iv, v (văn hóa)                | Đề cử bao gồm 31 địa điểm thuộc văn minh Nuragic của Sardinia từ thiên niên kỷ thứ 2 trước Công nguyên. Đặc điểm đặc trưng của nền văn minh này là nuraghe, một loại cấu trúc cự thạch phòng thủ. Ngoài nuraghe, các địa điểm còn bao gồm tàn tích của các đền thờ, thánh địa và khu định cư. Su Nuraxi đã được công nhận là Di sản Thế giới. Trong hình nuraghe Majori. |
| Hệ thống Ville-fattoria tại Chianti Classico                                 | Cảnh quan với vườn nho và một tòa nhà lớn                 | Firenze, Siena                        | 2023      | ii, iv, v (văn hóa)                | Cảnh quan văn hóa giữa các tỉnh Florence và Siena được phát triển vào thế kỷ 16, sau khi Siena chịu ảnh hưởng của Nhà Medici. Khu vực được quy hoạch dựa trên hệ thống Villa-fattoria, trong đó tập trung quản lý và hiện đại hóa sản xuất nông nghiệp. Địa hình đồi núi đặc biệt thích hợp cho việc sản xuất rượu vang Chianti (trong hình là các vườn nho tại Gaiole in Chianti). |
| Bằng chứng về văn hóa Italo-Hy Lạp giữa thời kỳ đầu và cuối thời Trung cổ    |                                                           | Calabria                              | 2023      | ii, iii, vi (văn hóa)              | Đề cử bao gồm các địa điểm minh chứng cho văn hóa Hy Lạp-Byzantine ở miền nam nước Ý: thành phố Gerace, Nhà rửa tội Santa Severina, Nhà nguyện San Marco ở Rossano Calabro, Cattolica di Stilo, và San Giovanni Theristis ở Bivongi (hình). |
| Xưởng giấy Châu Âu (thời kì làm giấy thủ công)*                              |                                                           | Toscana                               | 2024      | ii, iii, iv (văn hóa)              | Đề cử xuyên quốc gia này bao gồm sáu xưởng sản xuất giấy từ thế kỷ 16-18 cho thấy tầm quan trọng của việc sản xuất giấy tại Châu Âu. Xưởng giấy Pescia là địa điểm tại Ý được đề cử. |